# Höffner (Möbelhaus)

Logo 2010 mit dünneren Buchstaben

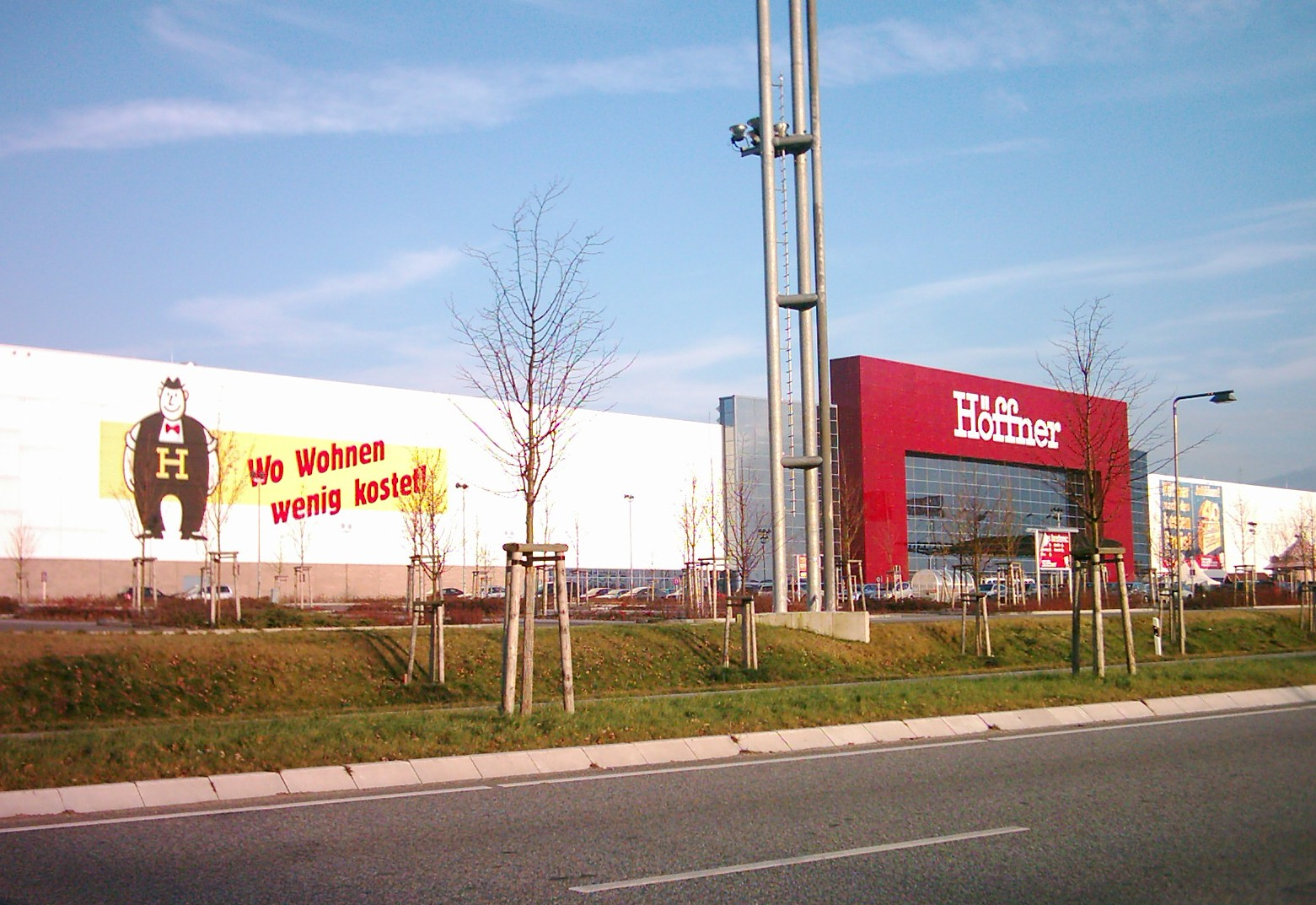
Höffner Möbelhaus in Barsbüttel

Die Höffner Möbelgesellschaft GmbH & Co. KG ist ein Einzelhandelsunternehmen in der Möbelbranche. Die Gesellschaft hat ihren Sitz in Schönefeld bei Berlin.
Das Unternehmen ist ein Vollsortimenter im Bereich Wohnen und Einrichten. Sein Kernsortiment umfasst etwa 100.000 Produkte. Zusätzlich zu Möbeln unterschiedlichster Stilrichtungen bietet das Unternehmen auch Haushaltswaren und Wohnaccessoires an.

## Geschichte

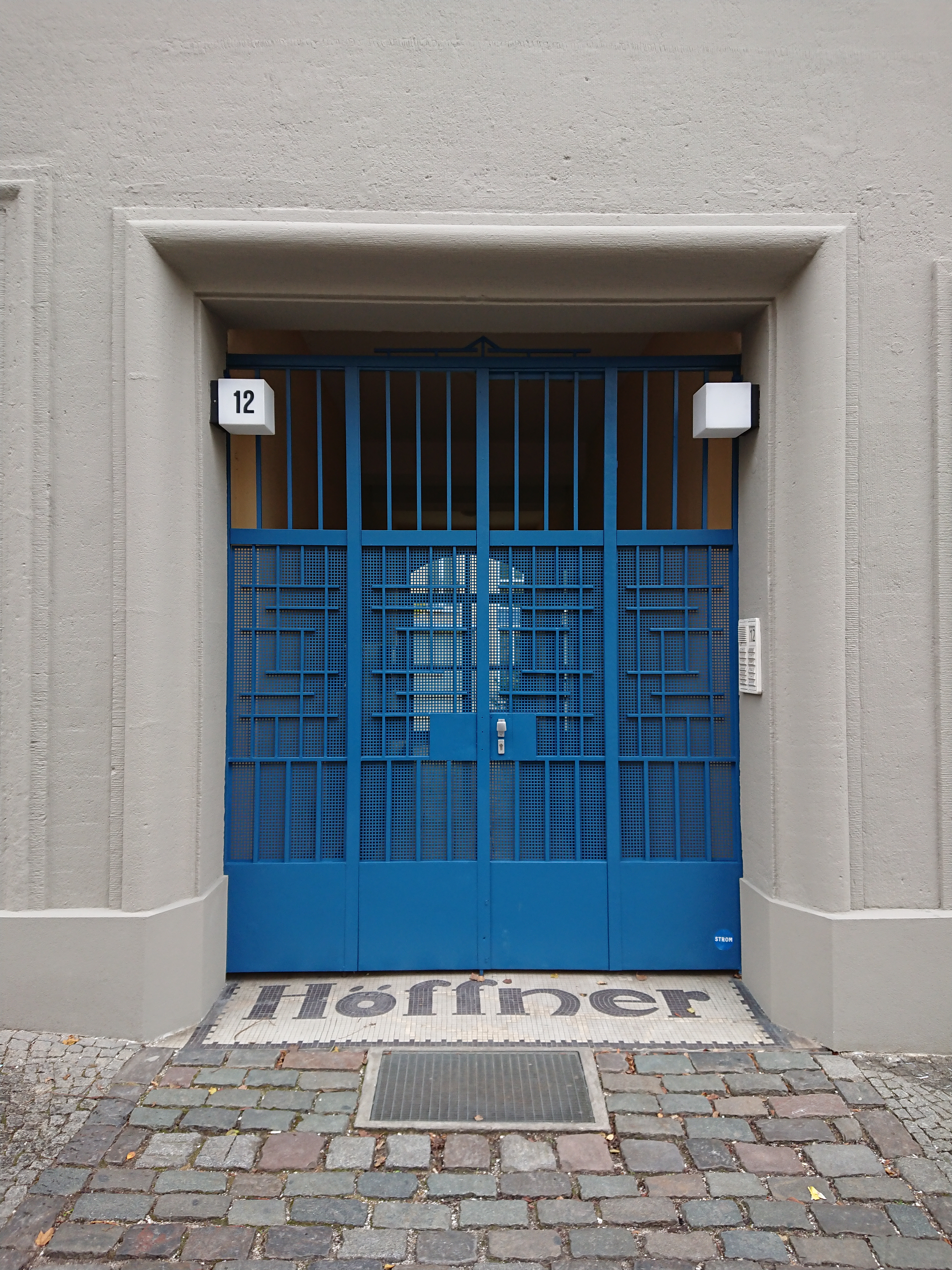
Zwei Mosaike vor dem Eingang zum ehemaligen Warenhaus Höffner, Veteranenstraße 12/13, Berlin-Mitte

Das heutige Möbelhaus Höffner entstand aus einer 1874 von Rudolf Höffner in Berlin gegründeten Tischlerei, die ihre Werkstatt in einem Hinterhof hatte. Bis zum Ausbruch des Zweiten Weltkriegs baute die Familie Höffner ihr Unternehmen zu Berlins größtem Möbelhaus auf.
Als der Krieg zu Ende war, wurden wohl in der alten Werkstatt noch ein paar Möbel hergestellt oder vor allem repariert. Sie befand sich nun im sowjetisch besetzten Sektor von Berlin.
Der damalige BWL-Student Kurt Krieger kaufte 1967 die Höffner-Namensrechte und gründete das Unternehmen in der Weddinger Pankstraße neu. Auch die Familie Krieger verfügt über langjährige Familientradition in der Möbelbranche. Wilhelm Krieger hatte 1910 ebenfalls eine Möbeltischlerei gegründet. Nach dem Zweiten Weltkrieg erstarkte Krieger und wurde unter Leitung des Sohnes Wilhelm Krieger junior zum Möbelmarktführer in West-Berlin.
Unmittelbar nach der deutschen Wiedervereinigung begann ab 1991 die Expansion des Unternehmens zunächst in den neuen Bundesländern. Nun wurde der Unternehmenssitz nach Waltersdorf (ab 2003 ein Ortsteil von Schönefeld) an den Berliner Stadtrand verlegt. In den Jahren 2002 und 2004 wurde der Unternehmer Krieger durch Beteiligungen an Möbel Walther aus Gründau-Lieblos und Möbel Kraft aus Bad Segeberg auch im Südwesten und Norden Deutschlands aktiv. Erst Anfang 2005 wurde mit der Übernahme und Umfirmierung des Fürther Frankenwohnlandes die erste Höffner-Niederlassung in den alten Bundesländern eröffnet.
Mitte 2005 erwarb Krieger die beiden Möbelhäuser der Familienkette Möbel Erbe, die 2002 mit dem Großen Preis des Mittelstandes ausgezeichnet worden war, in Hanau und Schkeuditz. Beide wurden kurze Zeit nach der Übernahme jedoch geschlossen. Das Haus in Hanau wurde zum Teil abgerissen, der Rest war jahrelang eine ungenutzte Industrieruine, auf dem Gelände wurde das Fachmarktzentrum Rondo 2017 eröffnet. Das Gebäude in Schkeuditz wurde ab 2008 einige Zeit durch Amazon als Lager benutzt und ist nach langem Leerstand zum Airportpark Leipzig-Halle umgewandelt worden.
Am 1. Juli 2006 wurden neun der zehn deutschen Einrichtungshäuser der Möbel Walther AG in Höffner umbenannt. Diese hatte der Möbel-Walther-Mehrheitsaktionär und Höffner-Inhaber Kurt Krieger vorher gekauft. Die Sconto-SB-Möbelmärkte blieben Teil der Möbel Walther AG und übernahmen im Gegenzug die Möbel-Tick-Mitnahmemärkte von Höffner. Anfang 2008 eröffnete Höffner im Stadtteil Freiham Münchens größtes Möbelhaus. Im Jahr 2010 feierte man das 100. Jubiläum unternehmerischer Familientradition. Mit der Übernahme und Umfirmierung des Rösrather Möbelzentrums in Rösrath bei Köln im Jahre 2010 und der für 2013 aber noch nicht realisierten Ansiedlung in Duisburg setzt Höffner seine Expansion in Westdeutschland fort. Strategie ist dabei, größere Verkaufsflächen zu ermöglichen, dabei werden teilweise auch Standorte wie 2013 in Magdeburg zusammengelegt. Im Zuge einer strategischen Neuausrichtung von Möbel Mahler auf den süddeutschen Raum wurde deren Haus in Siebenlehn zum 1. Januar 2014 an die Möbel-Höffner-Gruppe verkauft, das jedoch weiterhin unter der Marke Möbel Mahler firmiert. Gleich zwei Höffner-Möbelhäuser sind 2016 eröffnet bzw. komplett umgebaut und wiedereröffnet worden – in Berlin-Schöneberg und in Rösrath.
Im Jahr 2007 wurde der Höffner-Filiale in Barsbüttel vom Landgericht Lübeck untersagt, mit Rabatten zu werben, wenn ein Preis zuvor kurzfristig angehoben und gleich danach wieder gesenkt wurde. Hintergrund war die Entdeckung eines Ehepaars bei der Suche nach einer Couchgarnitur, dass für eine Couch eine kurze Zeit lang ein Mondpreis ausgeschrieben war. Höffner gab Preisschwankungen des Herstellers als Begründung an, die jedoch nicht nachgewiesen werden konnten.
Ende August 2018 wurde bekannt, dass Höffner die Paderborner Möbelkette Finke übernehmen wird, sofern das Bundeskartellamt zustimmt. Im November 2018 wurde die Übernahme bestätigt.
2021 wurde in Kiel gegen Höffner protestiert, denn bei Bauarbeiten an der Kieler Filiale seien Ausgleichsflächen abgeholzt worden. Im August 2023 war der Sachverhalt geklärt: Das von Höffner beauftragte Gartenbau-Fachunternehmen zahlte ein Bußgeld von 50.000 Euro; Höffner selbst war nicht davon betroffen, hatte 2021 gleichwohl 100.000 Euro für ökologische und soziale Projekte in Schreventeich und Hasseldieksdamm an die Stadt gespendet.

## Zahlen und Fakten
Höffner beschäftigt etwa 6000 Mitarbeiter, vertreibt seine Produkte über den stationären Handel und seit 2014 über einen Onlineshop. Höffner verfügt über 25 Einrichtungshäuser, die aus fünf Zentrallagern und einem Nachschublager beliefert werden. In den computergesteuerten Hochregallagern können 100.000 Möbel-Container auf mehr als 600.000 m² untergebracht werden. Täglich werden über 4000 Bestellungen zur Lieferung bereitgestellt. Deutschlandweit liefern 750 firmeneigene LKW aus.
Die 25 Möbelhäuser befinden sich in Berlin-Schöneberg, Berlin-Lichtenberg, Berlin-Waltersdorf, Berlin-Vogelsdorf, Chemnitz, Cottbus-Wilmersdorf, Dresden-Elbepark, Erfurt-Waltersleben, Fürth, Gründau-Lieblos, Barsbüttel bei Hamburg, Hamburg-Eidelstedt, Isernhagen bei Hannover, Kiel, Leipzig-Günthersdorf, Magdeburg-Pfahlberg, München-Freiham, Neuss, Paderborn, Rösrath, Bentwisch bei Rostock, Münster, Hamm, Kassel und Schwetzingen bei Mannheim.